# Gustav Weil
Gustav Weil, född 25 april 1808 i Sulzburg, Baden, död 29 augusti 1889 i Freiburg im Breisgau, var en tysk orientalist och historiker.
Weil började redan vid 12 års ålder studiet av hebreiska och talmud för att utbilda sig till rabbin, men ägnade sig sedan 1828 åt orientaliska och historiska studier i Heidelberg och Paris och blev, efter femårig vistelse i Konstantinopel, Alger och Kairo, 1838 bibliotekarie, 1845 extra ordinarie professor och 1861 ordinarie professor i orientaliska språk vid Heidelbergs universitet. 
Förutom en mängd avhandlingar i Journal asiatique, Heidelberger Jahrbücher och Heinrich von Sybels Historische Zeitschrift utgav Weil flera större arbeten, bland vilka märks Samachscharis goldne Halsbänder übersetzt (1836, kritik av Joseph von Hammer-Purgstall), Die poetische Literatur der Araber (1837), Tausend und eine Nacht (översättning, fyra band, 1837–41; fjärde upplagan 1871–72, ofta omtryckt), Mohammed der Prophet (1843), Historisch-kritische Einleitung in den Koran (1844; andra upplagan 1878), Geschichte der Chalifen (tre band, 1846–51, vartill som fjärde och femte band sluter sig Geschichte des Abbasiden-Chalifats, 1860–62), Ibn Hischam, Das Leben Mohammeds nach Mohammed Ibn Ishak bearbeitet (översättning från arabiska, två band, 1864) samt Geschichte der islamitischen Völker von Mohammed bis zur Zeit des Sultans Selim (1866).